# Unterhaltungskünstler
Als Unterhaltungskünstler oder Entertainer (englisch für „Unterhalter“) wird ein darstellender Künstler bezeichnet, der vor einem Publikum auftritt und mit besonderer Bühnenpräsenz in Verbindung gebracht wird. Diese Künstler werden zumeist für Shows als auflockernde Programmpunkte gebucht oder sie spielen selbst ein abendfüllendes Programm und agieren so als Mittelpunkt. Sekundär wird der Begriff auch als Synonym für jeden darstellenden Künstler verwendet.
Als Unterhaltungskünstler werden Musiker, Schauspieler, Comedians, Zauberkünstler, Jongleure und andere der Artistik nahestehende Künstler, aber auch Alleinunterhalter und Showmaster bezeichnet.

## Bereiche
Die in der Unterhaltungsindustrie tätigen Künstler sind oft in mehreren Bereichen gleichzeitig und auch als Autoren tätig. Oft gibt es dabei aber eine klare Gewichtung bzw. Fokussierung auf einen oder zwei dieser Teilbereiche. Late-Night-Talkmaster Harald Schmidt verbrachte beispielsweise den größten Teil seiner Karriere als Fernsehmoderator, ist aber auch als Schriftsteller, Schauspieler, Kabarettist und Kolumnist tätig. 
John Barrowman studierte Darstellende Kunst und legt seinen Fokus auf das Schauspiel, arbeitet aber auch als Comedian, (Musical-)Sänger, Alleinunterhalter, Fernseh- und Radiomoderator sowie Jugend- und Comicbuchautor. Neil Patrick Harris unterhält neben seiner Schauspielkarriere ebenfalls als Musicalsänger und Fernsehmoderator sowie als Akrobat und Zauberkünstler (u. a. in der Academy of Magical Arts).
Musikalisch tätige Entertainer, die im 20. Jahrhundert populär waren, sind z. B. Elvis Presley, Frank Sinatra, Liberace, Sammy Davis, Jr., Dean Martin, Judy Garland, Rosemary Clooney, Robbie Williams und Madonna.
Im deutschsprachigen Raum waren beispielsweise neben Udo Jürgens auch  Harald Juhnke, Peter Alexander, Rudi Carrell und Peter Frankenfeld bekannte Unterhaltungskünstler. In der DDR bedienten beispielsweise Helga Hahnemann und Horst Köbbert diese Sparte.